# Primani
I Primani erano una legione palatina dell'esercito romano del tardo impero.

## Storia
Combatterono nella battaglia di Strasburgo (357) contro gli Alemanni agli ordini del cesare Giuliano. Furono disposti al centro della seconda linea romana, con tre auxilia alla loro sinistra e altre tre, tra cui i Reges e i Batavi, alla loro destra. Durante la battaglia, nella prima linea si aprì una breccia, attraverso la quale si riversarono un gran numero di Germani, caricando il centro della seconda linea romana, lì dove si trovavano i Primani, i quali, però, furono in grado di arrestare l'attacco nemico e di contrattaccare, mettendo in fuga quanti erano riusciti a sfondare.
La Notitia dignitatum, un documento che descrive le cariche militari e civili dell'Impero romano intorno al 420 per la parte occidentale dell'impero e al 395 per quella orientale, attesta la presenza dei Primani iuniores sotto il comando del comes Britanniarum, dunque nel comitatus del magister peditum delle Gallie, e quella dei Primani nell'esercito del secondo magister militum praesentalis d'Oriente.